# Matthew Wale
Matthew Cooper Wale (nacido el 13 de junio de 1968) es un político de las Islas Salomón actualmente en cargo del Líder de la Oposición. Es miembro del Parlamento Nacional de las Islas Salomón y ha representado el distrito federal Aoke/Langalanga desde 2008.

## Carrera política
Wale fue elegido en las elecciones especiales del 27 de marzo de 2008 tras el fallecimiento del diputado titular Bartholomew Ulufa'alu.
Tras las elecciones generales de 2019, se convirtió en el Líder de la Oposición.
En 2021, en medio de los disturbios en las Islas Salomón, pidió a primer ministro Manasseh Sogavare que dimitiera. El 28 de noviembre de 2021, presentó una moción de censura contra el gobierno de Sogavare, con un debate programado por el 6 de diciembre. Finalmente, la moción fue derrotada.
Tras las elecciones generales de 2024, fue propuesto para el cargo del Primer Ministro, aunque finalmente obtuvo 18 votos, perdió frente a Jeremiah Manele, quién obtuvo 31 votos.